# Ivan Reitman
Ivan Reitman (Komárno, 27. listopada 1946. – Montecito, 12. veljače 2022.) bio je kanadski filmski redatelj i producent. Bio je poznat po svojim komedijama, posebno u 1980-im i 1990-im godinama. Reitman je bio vlasnik tvrtke The Montecito Picture Company, osnovane 1998. godine.
Filmovi koje je režirao uključuju Meatballs (1979.), Stripes (1981.), Istjerivači duhova (1984.), Twins (1988.), Istjerivači duhova II (1989.), Kindergarten cop (1990.), Dave (1993.), Junior (1994.) i Draft day (2014.). Reitman je također bio producent za filmove kao što su Heavy Metal (1981.), Space Jam (1996.) i Private Parts (1997.).